# Olalla Cociña
Olalla Cociña Lozano (n. Vivero, provincia de Lugo, 15 de octubre de 1979) es una poeta, y periodista gallega.

## Trayectoria
Posee una licenciatura en Periodismo por la Universidad de Santiago de Compostela. Luego de ganar varios premios poéticos juveniles, obtuvo en el año 2000 el premio de poesía "O Facho", otorgado por la asociación coruñesa homónima. En 2004, consiguió el segundo premio en la XVIII edición del certamen literario de la Asociación Cultural Gallega (enlace roto disponible en Internet Archive; véase el historial, la primera versión y la última). Rosalía de Castro de Cornellá de Llobregat (Barcelona).
En el año 2005 publicó el poemario As cervicais da memoria (Ediciones Fervenza), con la que en el año anterior lograra el VIII Premio de poesía "Avelina Valladares" que convoca anualmente el ayuntamiento de La Estrada. En el prólogo de este libro Xosé María Álvarez Cáccamo señala algunas de las claves de la mirada poética de Olalla Cociña: "Fraxilidade, transparencia, percepción sonambular".
En su segundo libro, Aquí (intemperies), salido a la luz en 2006 en la colección "Poeta en Compostela" (Grupo Correo, Concello de Santiago, AELG). Y muchos de los poemas y textos recogidos en ese volume aparecieron previamente en un blog de la autora ya cerrado, y algunos formaron parte antes de una obra inédita consistente en un sobre en el que los poemas podían ser escogidos aleatoriamente.
En marzo de 2008 ganó la octava edición del premio de poesía Fiz Vergara Vilariño por su poemario Libro de Alicia (Ediciones Espiral Maior, 2008).
Olalla Cociña participó además en varias publicacións colectivas, entre las que se destacan la antología bilingüe Das sonorosas cordas. 15 poetas desde Galicia (Eneida, 2005), y el número 34 de la serie "Alfa fulls temporals d'art i literatura" (Una llum del nord, Quatre poetes de Galícia), con poemas traducidos al catalán, al castellano,  inglés y al francés. Actualmente mantiene sus blogs Reveladora, y Acórdome en donde es autora de los textos.

## Obra

### Poesía
- As cervicais da memoria. 2005. Volumen 4 de O Cartafol de Vilancosta. Ediciones Fervenza. 52 pp. ISBN 8496368106

- Aquí (intemperies). 2006. Volumen 17 de Poeta en Compostela. Grupo Correo, Concello de Santiago, AELG. Editor Compostela, 47 pp. ISBN 8480641657

- Libro de Alicia. 2008. Volumen 207. Editorial Espiral Maior. 58 pp. ISBN 8496475980

### Obras colectivas
- Das sonorosas cordas. 2005. Volumen 3 de Poesía para el tercer milenio. Editorial Eneida. 409 pp. ISBN 8495427354

- Poetas con Rosalía. 2006, Fundación Rosalía de Castro
- Volverlles a palabra. Homenaxe aos represaliados do franquismo. 2006. Volumen 5 de Eidos (Difusora de Letras, Artes e Ideas). Editorial Difusora. 127 pp. ISBN 8493522317

## Premios
- Premio de poesía de la Agrupación Cultural El Facho en 2000
- Premio de poesía Avelina Valladares del Ayuntamiento de La Estrada en el año 2004, por As cervicais da memoria.
- Segundo premio na XVIII edición del certamen literario de la Asociación Cultural Galega Rosalía de Castro de Cornellà en 2004
- Premio de poesía Fiz Vergara Vilariño en 2008, por Libro de Alicia